# 부당이득죄
부당이득죄란 사람의 궁박한 상태를 이용하여 현저하게 부당한 이익을 취득하거나 또는 제3자로 하여금 부당한 이득을 취득하게 하는 범죄를 말한다(형법 제349조). 3년 이하의 징역 또는 1천만원 이하의 벌금에 처한다(349조). 본죄는 소위 '폭리죄(暴利罪)'이며, 기망의 수단으로 사람을 착오에 빠뜨리게 하는 것이 아니기 때문에, 엄격한 의미로는 사기죄가 되지 않고 그에 준하여 처벌될 뿐이다. '궁박한 상태'는 경제적인 궁박상태뿐 아니라, 예컨대 생명·신체 등에 대한 육체적 곤궁, 명예 등에 대한 정신적 곤궁등에 대한 위난도 포함한다. 그리고 궁박상태는 반드시 객관적으로 존재함을 요하지 않고 단지 사상적인 궁박상태를 이용하는 것으로 족하다. '현저히 부당'한가의 여부는 구체적 사정에 비추어 객관적으로 평가되어야 할 것이다. '이익'은 재산상의 이익을 말한다. 상습범은 형이 가중되나(제351조) 미수범 처벌규정은 없다.

## 같이 보기
- 부당이득 - 민법의 개념